# Friedhofsgerät
Ein Friedhofsgerät ist ein Handwerkzeug, das an einem Ende einen kleinen Spaten und am anderen Ende eine kleine Harke oder einen kleinen Rechen aufweist.
Das Gerät hat eine Gesamtlänge von ca. 40 cm. Es wird verwendet, um bei den Pflanzungen auf einer Grabstelle den Boden zu lockern und Unkraut mechanisch zu entfernen. Grabbepflanzungen sind meist kleinflächig und können daher bei routinemäßigen Pflegemaßnahmen mit diesem Gerät bearbeitet werden.